# Murray Bookchin
Murray Bookchin (New York, 14 gennaio 1921 – Burlington, 30 luglio 2006) è stato un filosofo, anarchico, sociologo ecologo, storico
ambientalista e saggista statunitense.
Maggior esponente dell'ecologia sociale, una sintesi del pensiero ecologico e socialista libertario, Bookchin è stato autore di diversi testi di politica, filosofia, storia e urbanistica, oltre che di ecologia.

## Biografia
Nato a New York nel 1921, figlio di Nathan Bookchin e Rose Kaluskaya, ambedue immigrati russi di origine ebraica (la nonna materna era una rivoluzionaria populista), ha fatto l'operaio metalmeccanico, il sindacalista, lo scrittore, il docente universitario.
Avvicinatosi nella prima gioventù all'ideologia marxista, entrò a far parte delle organizzazioni giovanili del Partito Comunista degli Stati Uniti d'America. Espulso dopo poco, negli anni trenta si allontanò dal comunismo per approdare a una visione anarchista e libertaria negli anni cinquanta. Fu tra i protagonisti del grande sciopero della General Motors del 1946.
L'intera sua opera può essere considerata una progressiva "assunzione, sussunzione e superamento" (secondo le sue stesse parole) dei contenuti di diverse correnti ideologiche radicali del ventesimo secolo, del marxismo come dell'anarchismo, della Scuola di Francoforte come dell'urbanesimo utopistico di Lewis Mumford e dell'ecologismo.
Nel 1952, Bookchin pubblica - sotto lo pseudonimo di Lewis Herber per sfuggire alla persecuzione del maccartismo - un articolo dal titolo The Problems of Chemicals in Food. Nel 1964 pubblica il libro Our Synthetic Environment (Il nostro ambiente sintetico), che precede di qualche mese il ben più noto Primavera silenziosa di Rachel Carson, in cui vengono denunciati gli effetti della chimica di sintesi ed in particolare dei fitofarmaci sulla salute dell'uomo.
Negli anni sessanta pubblica Listen Marxist!, rivolto ai movimenti politici radicali di quegli anni, in cui sostiene un «anarchismo della post scarsità». Secondo Bookchin «il problema non è quello di abbandonare il marxismo o di cancellarlo... In uno stadio più avanzato di sviluppo del capitale rispetto a quello con cui Marx aveva a che fare un secolo fa, in una fase più avanzata di sviluppo tecnologico rispetto a quanto lo stesso Marx potesse aver previsto, è necessaria una nuova critica, che porti a nuove forme di lotta, di organizzazione, di propaganda, di stili di vita».
Nel 1971 Bookchin fonda con altri studiosi l'"Istituto per l'Ecologia Sociale" a Plainfield, Vermont, centro ancora attivo nel campo della teoria sociale, dell'eco-filosofia e delle tecnologie alternative. In questo periodo Bookchin si definisce «un ecologista sociale e un municipalista libertario».
Nel 1982 pubblica la prima sintesi della sua riflessione e del suo impegno politico, Ecologia della libertà: «Il dominio dell'uomo sulla natura è originariamente causato dal dominio reale dell'uomo sull'uomo. La soluzione a lungo termine della crisi ecologica dipenderà da una trasformazione fondamentale di come organizziamo la società, una nuova politica basata sulla democrazia face-to-face, su assemblee di vicinato e sulla dissoluzione delle gerarchie».
Bookchin sottolinea con forza nella sua analisi la distinzione tra l'approccio dell'"ecologia sociale", finalizzata ad un nuovo rapporto tra società e natura a partire dalla radicale trasformazione dei rapporti sociali, e l'"ambientalismo" come tentativo di intervenire sugli impatti più devastanti del capitalismo: «Parlare di limiti dello sviluppo nel mercato capitalistico», scriveva nel 1990 in Remaking society, rivolgendosi agli analisti del Club di Roma e ad autori come Lester Brown o Jeremy Rifkin, «è privo di significato; è come parlare di porre limiti alla guerra in una società guerriera... Il capitalismo non può essere più "convinto" a porre dei limiti al proprio sviluppo di quanto un essere umano possa essere "convinto" a smettere di respirare».
La sua proposta «comunalista», il tentativo di «andare oltre le tendenze [dei movimenti radicali] del secolo passato», resta il contributo di maggiore originalità per i movimenti ecologisti e della sinistra radicale contemporanei. Tale proposta è articolata con chiarezza nel libro From Urbanization to Cities (1987, pubblicato in origine con il titolo The Rise of Urbanization and the Decline of Citizenship): «L'immediato obiettivo dell'agenda del municipalismo libertario è di riaprire la sfera pubblica in opposizione ad ogni statalismo, di permettere il massimo di democrazia nel senso letterale del termine, di creare istituti che in forma embrionale possano dare potenza alla gente»; «Non vi può essere politica senza comunità. E per comunità intendo una libera associazione di cittadini su base municipale, rinforzata nella propria autonoma capacità economica dai propri organismi di base e il sostegno confederativo di altre comunità, organizzate in reti territoriali».
Oltre agli scritti propriamente politici, Bookchin ha elaborato una posizione filosofica che ha denominato "naturalismo dialettico", a partire dalla dialettica di Hegel.
Il suo ultimo testo pubblicato è stato The Third Revolution, una storia in quattro volumi delle correnti libertarie nei movimenti rivoluzionari in Europa e in America. Murray Bookchin è morto il 30 luglio 2006 nella sua casa di Burlington (Vermont) all'età di 85 anni.
Fra i vari movimenti che si rifanno attualmente al pensiero di Bookchin vi è quello di Abdullah Öcalan e del Partito dei Lavoratori del Kurdistan che stanno tentando di realizzare a Kobane, nel Rojava e in tutto il Kurdistan un "confederalismo democratico" basato sulla democrazia diretta, su un'economia solidale ed ecologica e sull'emancipazione delle donne. Il Partito dei Lavoratori del Kurdistan (PKK) è un'organizzazione di guerriglia in Turchia, che ha combattuto lo Stato turco dal 1980 per cercare di garantire maggiori diritti politici e culturali per i curdi del paese. Anche se fondato su una rigida ideologia marxista-leninista, il PKK ha visto un cambiamento nel suo pensiero e nei suoi obiettivi dopo la cattura e la prigionia del suo leader, Abdullah Ocalan, nel 1999. Ocalan ha iniziato la lettura di una serie di teorie politiche post-marxiste, mentre era in carcere, e ha trovato particolare interesse nei lavori di Bookchin. Ocalan ha tentato all'inizio del 2004 di organizzare un incontro con Bookchin attraverso i suoi avvocati, e descrive se stesso come "studente" di Bookchin desideroso di adattare il suo pensiero alla società mediorientale. Sebbene Bookchin fosse troppo malato per accettare la richiesta, gli ha mandato un messaggio di sostegno. Quando Bookchin è morto nel 2006, il PKK ha salutato il pensatore americano come "uno dei più grandi scienziati sociali del XX secolo", e ha promesso di mettere la sua teoria in pratica. "Confederalismo Democratico", la variazione sul Communalismo o Municipalismo Libertario, sviluppato da Öcalan nei suoi scritti e adottato dal PKK, non cerca solo la difesa dei diritti dei curdi nel quadro della formazione di uno Stato indipendente curdo separato dalla Turchia. Il PKK sostiene che il suo progetto non è visto come rivolto solo ai curdi, ma per tutti i popoli della regione, indipendentemente dalla loro etnia, o religione nazionale. piuttosto, promulga la formazione di gruppi e organizzazioni che iniziano a livello di base a diffondere i loro ideali in un contesto non statale che inizia a livello locale. Si pone anche una particolare enfasi sulla protezione e promozione dei diritti delle donne. Il PKK ha avuto un certo successo nell'attuazione del suo programma, attraverso organizzazioni come il Congresso della Società Democratica (DTK), che coordina attività politiche e sociali in Turchia, e la Koma Civakên Kurdistan (KCK), che lo fa in tutti i paesi in cui vivono i curdi.

## Opere di Murray Bookchin
- La Prossima Rivoluzione: Dalle Assemblee Popolari alla Democrazia Diretta, BFS, Pisa 2018 ISBN 978-88-89413-91-3.
- Post-Scarcity Anarchism (1971 e 2004) ISBN 1-904859-06-2, ed. it. Post-scarcity anarchism: l'anarchismo nell'età dell'abbondanza, La Salamandra, Milano 1979.
- The Limits of the City (1973) ISBN 0-06-091013-5, ed. it. I limiti della città, Feltrinelli, Milano 1975.
- The Spanish Anarchists: The Heroic Years (1977 e 1998) ISBN 1-873176-04-X.
- Toward an Ecological Society (1980) ISBN 0-919618-98-7.
- The Ecology of Freedom: The Emergence and Dissolution of Hierarchy (1982 and 2005) ISBN 1-904859-26-7, ed. it. L'ecologia della libertà. Emergenza e dissoluzione della gerarchia, elèuthera, Milano 1986 e 2010, ISBN 978-88-89490-83-9.
- The Modern Crisis (1986) ISBN 0-86571-083-X.
- The Rise of Urbanization and the Decline of Citizenship (1987 and 1992)
- L'ecologia della libertà, Eleuthera, Milano 1988 (terza edizione)
- Per una società ecologica, Eleuthera, Milano 1989;
- The Philosophy of Social Ecology: Essays on Dialectical Naturalism (1990 e 1996) Montréal: Black Rose Books, ed. it. Filosofia dell'ecologia sociale, Ila Palma, Palermo 1993.
- Democrazia diretta, Eleuthera, Milano 1993.
- To Remember Spain (1994) ISBN 1-873176-87-2
- Re-Enchanting Humanity (1995) ISBN 0-304-32843-X.
- The Third Revolution. Popular Movements in the Revolutionary Era (1996-2003) London and New York: Continuum. ISBN 0-304-33594-0. (4 Volumes)
- Social Anarchism or Lifestyle Anarchism: An Unbridgeable Chasm (1997) ISBN 1-873176-83-X.
- The Politics of Social Ecology: Libertarian Municipalism (1997) Montréal: Black Rose Books. ISBN 1-55164-100-3.
- Anarchism, Marxism and the Future of the Left. Interviews and Essays, 1993-1998 (1999) Edinburgh and San Francisco: A.K. Press. ISBN 1-873176-35-X.

## Opere su Murray Bookchin
- Selva Varengo, La rivoluzione ecologica. Il pensiero libertario di Murray Bookchin, prefazione di Giampietro N. Berti, Zero in Condotta, Milano 2007 ISBN 978-88-95950-00-6. L'introduzione su A rivista anarchica Archiviato il 1º aprile 2009 in Internet Archive.
- Ermanno Castano, Ecologia e potere. Un saggio su Murray Bookchin, Mimesis, Milano 2011
- Marco Piracci, Anarchia Verde. Murray Bookchin e John Zerzan a confronto, Bepress, Lecce 2016 ISBN 978-88-9613046-9